# 페르가나

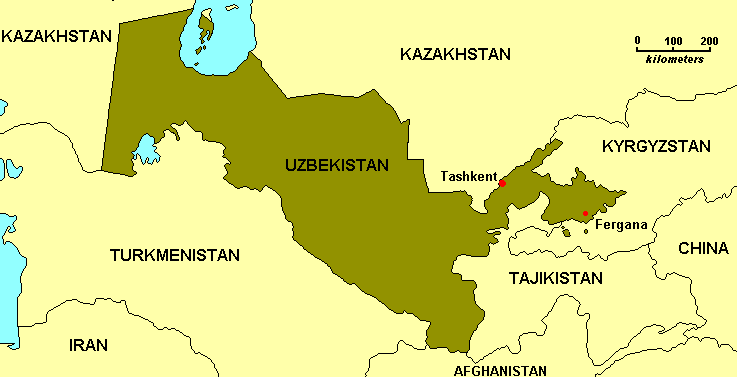
페르가나

페르가나(러시아어: Фергана́, 우즈베크어: Fargʻona / Фарғона 파르거나/파르어나)는 중앙아시아의 동부, 아랄해로 흘러 들어가는 시르다리야강 상류와 카라테긴 산지에 위치한 페르가나 분지를 중심으로 한 도시로 페르가나 주의 주도다.

## 역사
기원전 고대에는 그리스-박트리아 왕국이 존재하였으며 코카서스계 아리안(Aryans)의 국가가 성립되었다. 또한 이란계 유목민들인 소그드-스키타이인들이 살았으며 월지국 때는 불교가 유행하여 동아시아에 불교가 퍼지는데 큰 역할을 하였다. 풍요의 땅으로서 알려졌으며, 7세기부터는 돌궐의 카라한 왕조가 있었으며. 8세기에 압바스 왕조에서 이슬람 문화가 전파되었다. 대완국(大宛國)이라는 아리아계 국가가 있었다는 기록이 있으나 실존은 확실치 않다. 학자들은 대완국은 이곳을 가리키는 곳이 아니며 이곳보다 훨씬 먼 동쪽에 대완국이 존재했을 것이라고 말한다.

## 교통
카잔, 누쿠스, 타슈켄트, 모스크바, 상트페테르부르크를 오갈 수 있는 페르가나 공항이 있다.

## 기후
| 페르가나의 기후                                                  | 페르가나의 기후 | 페르가나의 기후 | 페르가나의 기후 | 페르가나의 기후 | 페르가나의 기후 | 페르가나의 기후 | 페르가나의 기후 | 페르가나의 기후 | 페르가나의 기후 | 페르가나의 기후 | 페르가나의 기후 | 페르가나의 기후 | 페르가나의 기후 |
| 월                                                               | 1월             | 2월             | 3월             | 4월             | 5월             | 6월             | 7월             | 8월             | 9월             | 10월            | 11월            | 12월            | 연간            |
| ---------------------------------------------------------------- | --------------- | --------------- | --------------- | --------------- | --------------- | --------------- | --------------- | --------------- | --------------- | --------------- | --------------- | --------------- | --------------- |
| 역대 최고 기온 °C (°F)                                           | 16.3 (61.3)     | 23.1 (73.6)     | 29.0 (84.2)     | 34.4 (93.9)     | 39.2 (102.6)    | 41.3 (106.3)    | 42.2 (108.0)    | 41.4 (106.5)    | 37.1 (98.8)     | 32.6 (90.7)     | 29.0 (84.2)     | 17.6 (63.7)     | 42.2 (108.0)    |
| 일평균 최고 기온 °C (°F)                                         | 4.8 (40.6)      | 8.0 (46.4)      | 15.4 (59.7)     | 22.5 (72.5)     | 28.1 (82.6)     | 33.2 (91.8)     | 35.1 (95.2)     | 33.9 (93.0)     | 29.2 (84.6)     | 21.4 (70.5)     | 12.9 (55.2)     | 6.3 (43.3)      | 20.9 (69.6)     |
| 일일 평균 기온 °C (°F)                                           | 0.5 (32.9)      | 3.2 (37.8)      | 9.9 (49.8)      | 16.3 (61.3)     | 21.4 (70.5)     | 25.9 (78.6)     | 27.8 (82.0)     | 26.3 (79.3)     | 21.2 (70.2)     | 14.1 (57.4)     | 7.1 (44.8)      | 1.9 (35.4)      | 14.6 (58.3)     |
| 일평균 최저 기온 °C (°F)                                         | −2.6 (27.3)     | −0.5 (31.1)     | 5.3 (41.5)      | 10.6 (51.1)     | 15.0 (59.0)     | 18.7 (65.7)     | 20.6 (69.1)     | 19.1 (66.4)     | 14.3 (57.7)     | 8.4 (47.1)      | 2.8 (37.0)      | −1.2 (29.8)     | 9.2 (48.6)      |
| 역대 최저 기온 °C (°F)                                           | −25.8 (−14.4)   | −25.5 (−13.9)   | −17.9 (−0.2)    | −4.8 (23.4)     | 1.2 (34.2)      | 7.4 (45.3)      | 10.1 (50.2)     | 7.8 (46.0)      | 0.5 (32.9)      | −7.4 (18.7)     | −22.8 (−9.0)    | −27.0 (−16.6)   | −27.0 (−16.6)   |
| 평균 강수량 mm (인치)                                            | 16 (0.6)        | 22 (0.9)        | 25 (1.0)        | 23 (0.9)        | 22 (0.9)        | 14 (0.6)        | 5 (0.2)         | 4 (0.2)         | 4 (0.2)         | 14 (0.6)        | 19 (0.7)        | 22 (0.9)        | 190 (7.7)       |
| 평균 강우일수                                                    | 4               | 7               | 10              | 10              | 13              | 10              | 8               | 5               | 4               | 6               | 7               | 6               | 90              |
| 평균 강설일수                                                    | 7               | 5               | 1               | 0.1             | 0.03            | 0.03            | 0.03            | 0               | 0               | 0.3             | 1               | 5               | 19              |
| 평균 상대 습도 (%)                                               | 81              | 76              | 67              | 61              | 56              | 48              | 48              | 52              | 56              | 66              | 74              | 82              | 64              |
| 평균 월간 일조시간                                               | 90.0            | 105.3           | 162.3           | 214.6           | 269.9           | 314.3           | 340.4           | 315.6           | 276.2           | 206.5           | 128.4           | 89.7            | 2,513.2         |
| 출처 1: Pogoda.ru.net (평년값: 1991년~2020년, 극값: 1881년~현재) |                 |                 |                 |                 |                 |                 |                 |                 |                 |                 |                 |                 |                 |
| 출처 2: 미국 해양대기청                                          |                 |                 |                 |                 |                 |                 |                 |                 |                 |                 |                 |                 |                 |

## 사진

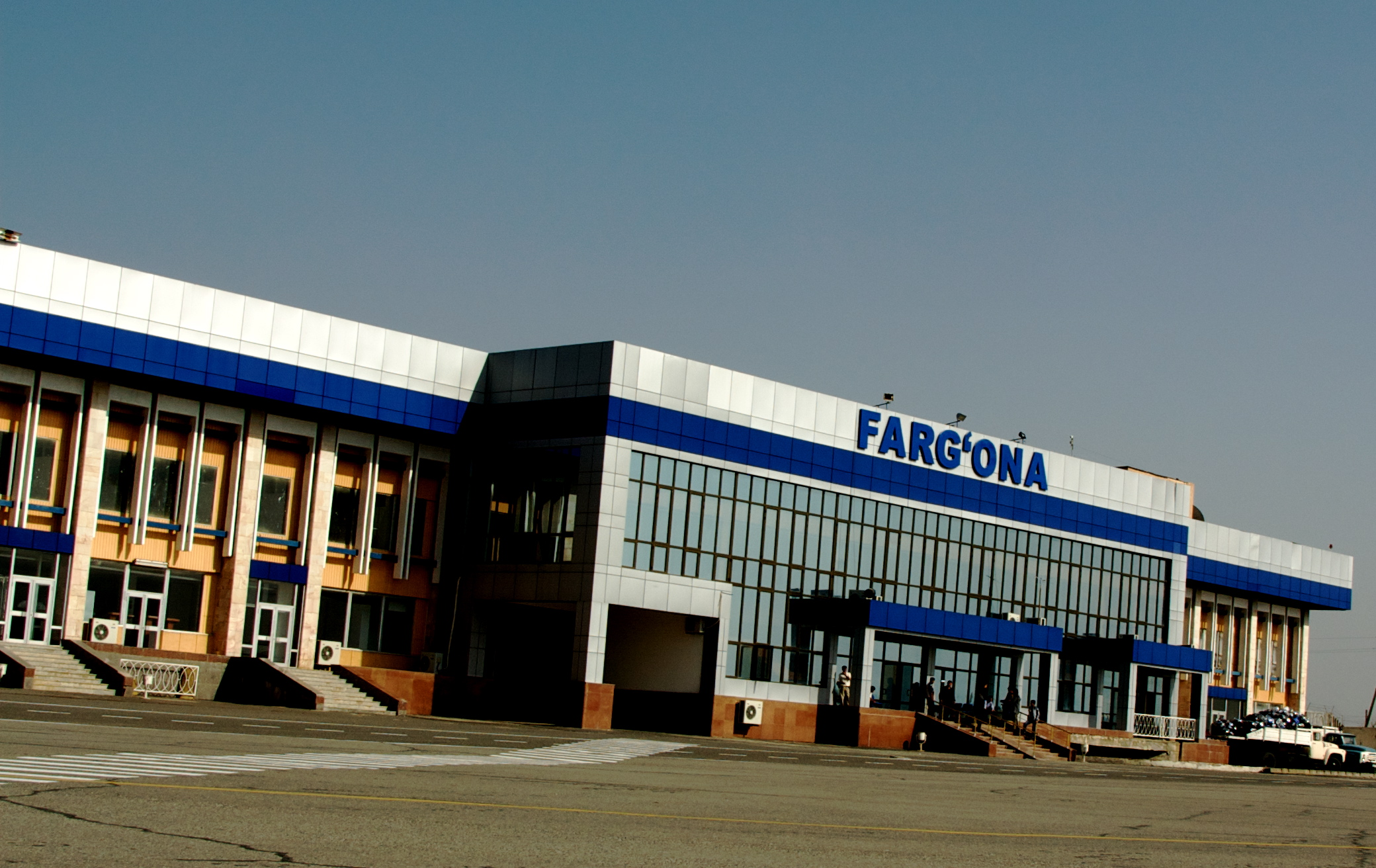
페르가나 공항

## 같이 보기
- 바부르
- FK 네프치 페르가나